# Alexis de Valon
Pour les articles homonymes, voir Valon.
Le vicomte Marie Charles Ferdinand, dit Alexis de Valon, est un archéologue, voyageur et écrivain français, né à Tulle en 16 mars 1818 et mort à Saint-Priest-de-Gimel (Corrèze) le 20 août 1851.

## Biographie
Fils cadet du comte Antoine Joseph Louis Sylvestre de Valon (1784-1848), député légitimiste de la Corrèze de 1824 à 1831 et de 1837 à 1842, maire de Tulle, et d'Anne Aspasie de Gaudechart, Alexis de Valon part pour l'Orient en avril 1842, à l'âge de vingt-quatre ans : parti d'Italie, il passe par la Sicile, la Grèce, Smyrne, où il s'intéresse de près à la vie politique, économique et sociale de la ville, notamment à la condition des femmes. Il ramène de ce voyage les matériaux de son récit : Une année dans le Levant, publié en 1846.
En 1847, il épouse Cécile Delessert (1825-1887). Ils n'ont pas d'enfant.
Le vicomte de Valon meurt accidentellement par noyade en 1851, en tombant dans l'étang de Saint-Priest-de-Gimel, près de Tulle, où sa famille avait son château.

## Œuvres
- Une année dans le Levant, Paris, J. Labitte, 1846, in-8 (I. La Sicile sous Ferdinand II et la Grèce sous Othon Ier ; II. La Turquie sous Abdul-Medjid) (lire en ligne)
- Nouvelles et chroniques : Aline Dubois ; Le Châle vert ; Catalina de Erauso ; François de Civille, Paris, E. Dentu, 1851, in-18
- Nos aventures pendant les journées de février, récit publié par Alexandre de Laborde, Paris, H. Leclerc, 1910, in-8

## Sources
- François d'Ormesson et Jean-Pierre Thomas, Jean-Joseph de Laborde, banquier de Louis XV, mécène des Lumières, Paris, Perrin, 2002, p. 294 -  (ISBN 2-262-01820-0)